# 柴田理美
柴田 理美（しばた さとみ、1990年10月 - ）は、熊本朝日放送 (KAB) のアナウンサー。

## 来歴
福岡県北九州市出身。福岡県立東筑高等学校（107期生）、熊本大学文学部総合人間学科人間科学コース芸術学卒業。
大学を卒業後、2014年に熊本朝日放送に入社。報道番組のキャスターやリポーターを務めるほか、熊本城関係の番記者も務めている。
2022年、柴田がディレクター兼ナレーターとして制作に携わった『テレメンタリー2022 告白 〜僕は『ゆりかご』に預けられた〜』が、テレビ朝日系列24局が対象のPROGRESS賞で優秀賞を受賞した。この映像作品における柴田のナレーションも評価され、第21回ANNアナウンサー賞のナレーション部門で優秀賞を受賞した。

## 人物・エピソード
大学生の頃にラジオのアシスタントを何度か務めたことがある。
趣味・特技はヴィオラ演奏、アニメ鑑賞、絵を描くこと、バドミントン。
絵を描けることから、熊本朝日放送と関係するキャラクターのデザインを担当することがある。日本財団『海と日本プロジェクト in くまもと』のキャラクターで、熊本朝日放送公式SNSアカウントのひとつにもなっている「ひごんアマビー」は、柴田がデザインしたものである。また、担当番組『ファイブチャンネル』のキャラクター「ツンデレまゆたん」のデザインがリニューアルする際にも、それを柴田自らが手がけている。描画は、まず紙の上でラフデザインを行った後、ペンタブレットと Adobe Photoshop を使ってパソコン上で線画の作成と彩色をするという手法をとっている。

## 担当番組
- くまパワNEWS - リポーター[12]
- めざせ！甲子園〜ダイジェスト〜 - MC[12]
- ファイブチャンネル - MC（2015年4月 - 2018年3月[13]）
- スーパーJチャンネルくまもと[4]
- スーパーJチャンネル九州・沖縄（九州朝日放送） - 熊本担当[4]
- シリタカ!（九州朝日放送） - 熊本朝日放送中継リポーター
- くまパワJ - ニュースキャスター
- くまパワ! - リポーター
- アサデス。7（九州朝日放送） - 熊本担当中継リポーター